# تاريخ مملكتي إسرائيل ويهوذا القديمتين

مملكة إسرائيل (أزرق) ومملكة يهوذا (قمحي) في العصر الحديدي، والبلاد المجاورة لها (القرن الثامن قبل الميلاد)

إن مملكتي إسرائيل ويهوذا هما مملكتان منسوبتان إلى ممالك بلاد الشام القديمة في العصر الحديدي. ظهرت مملكة بني إسرائيل بوصفها قوة محلية فاعلة بحلول القرن التاسع قبل الميلاد، وكان ذلك قبل سقوط الإمبراطورية الآشورية الحديثة سنة 722 ق.م وظهر إلى الجنوب من إسرائيل مملكة يهوذا في القرن الثامن وعاشت عصر ازدهار وهي دولة عميلة لمملكة آشور الأولى ثم مملكة بابل قبل أن تسفر ثورتها على الإمبراطورية البابلية الحديثة إلى انهيارها سنة 586 ق.م وفي أعقاب سقوط مملكة بابل في يد الملك كورش الكبير الفارسي سنة 539 ق.م، عاد بعض اليهود المنفيين إلى القدس ليبدأ عصر إصلاح في تطوير طابع يهودي متميز في مقاطعة يهود (Yehud) الفارسية. وضمت مقاطعة يهود إلى الممالك الهيلينية اللاحقة التي أعقبت فتوحات الإسكندر الأكبر، ولكن ثار اليهود في نهاية القرن الثاني على السلوقيين اليونانيين وأنشأوا المملكة الحشمونية (Hasmonean). وسقطت هذه المملكة اليهودية ، التي كانت آخر مملكة مستقلة اسميًا، سنة 63 ق.م بعد غزو روما لها.

## العصور التاريخية
- العصر الحديدي الأول: 1200–1000
- العصر الحديدي الثاني: 1000-586
- البابلية الحديثة: 586–539
- الفارسية: 539–332
- الهيلينية: 332–53[2]
- العصر البرونزي المتأخر (1600 ق.م-1150 ق.م )

## العصر البرونزي المتأخر (1600 ق.م – 1150 ق.م)
يمتد ساحل شرق المتوسط في بلاد الشام على طول 400 ميل من جبال طوروس شمالاً إلى شبه جزيرة سيناء جنوباً. السهل الساحلي لجنوب بلاد الشام واسع في الجنوب ويضيق كلما اتجهنا إلى الشمال، يقع الوادي الذي يشكل نهر الأردن والبحر الميت شرق هذا السهل الساحلي، ويستمر نزولاً إلى الطرف الشرقي للبحر الأحمر. تقع الصحراء السورية التي تفصل بلاد الشام عن بلاد ما بين النهرين إلى الشرق من هذه المنطقة، وتقع مصر إلى الجنوب الغربي، جعل هذا الموقع الفريد والخصائص الجغرافية المميزة من هذه المنطقة ساحة للتنافس بين الدول والكيانات القوية التي تحيط بها.
لم يحدث أي تطور في كنعان في العصر البرونزي المتأخر عن القرون السابقة، فهُجرت العديد من المدن، وتقلص حجم مدن أخرى، وربما لم يزد إجمالي عدد السكان عن مئة ألف. تركز الاستيطان في المدن على طول السهول الساحلية وعلى طول طرق الاتصال الرئيسية ولم تكن إلا المنطقة الوسطى والشمالية مأهولة بالسكان، وعلى الرغم من أن الوثائق المصرية القديمة تشير إلى أن القدس كانت مدينة كنعانية، لكنها كانت تحت السيطرة السياسية والثقافية المصرية. انهارت الدولة الكنعانية في نهاية العصر البرونزي المتأخر، واندمجت الثقافة الكنعانية تدريجياً في ثقافة الفلستيين والفينيقيين. ومع ذلك فقد استمر الوجود المصري المؤثر في القرن الثاني عشر قبل الميلاد. دُمرت بعض المدن الكنعانية، واستمر وجود أخرى في العصر الحديدي الأول.
يظهر اسم «إسرائيل» لأول مرة في لوحة مرنبتاح المصرية التي تعود لحوالي 1209 ق.م. ربما كانت إسرائيل حينها كياناً ثقافياً وسياسياً، ويشير ذكرها في هذه النصوص إلى أن المصريين نظروا إليها على أنها تحدٍ محتمل لدولتهم.

## العصر الحديدي الأول (1150 ق.م – 950 ق.م)
تقول عالمة الآثار بولا ماكنوت: من المحتمل أن الإسرائيليين بدأوا يُعرِّفون أنفسهم باستخدام هذه الصفة خلال العصر الحديدي الأول، وبدأوا يُميِّزون أنفسهم عن جيرانهم من خلال حظر التزاوج مع الشعوب الأخرى، والتركيز على التاريخ العائلي وعلم الأنساب والدين. لم يكن هناك أكثر من 25 قرية إسرائيلية في العصر البرونزي المتأخر، ولكن هذا ارتفع إلى أكثر من 300 بحلول نهاية العصر الحديدي الأول، وتضاعف عدد السكان من 20 ألف إلى 40 ألف. كانت القرى الشمالية أكثر عدداً وأكبر حجماً، وربما تقاسمت هذه القرى المرتفعات مع البدو الرُحَّل الذين لم يتركوا أي آثار تدل عليهم. لقد وجد علماء الآثار والمؤرخون الذين يحاولون تتبع أصول هؤلاء القرويين أنه من المستحيل تحديد أي صفات مميزة تؤكد أنهم إسرائيليون، فمثلاً لا تؤكد الجرار ذات الحواف الدقيقة، والبيوت المكونة من أربع غرف أن هذه القرى إسرائيلية، أما الأدوات الفخارية التي عُثر عليها  في قرى المرتفعات فهي أقل بكثير من تلك التي عُثر عليها في الأراضي الكنعانية المنخفضة، وربما تكون تطوراً لنمط الفخار الكنعاني القديم. اقترح عالم الآثار إسرائيل فينكلستاين أن التصميم البيضاوي أو الدائري الذي يميز بعض المواقع القديمة في المرتفعات، والغياب الملحوظ لعظام الخنازير من المواقع الأثرية في التلال، يمكن اعتبارها علامات عرقية، لكن الآخرين حذروا من أن مثل هذه الممارسات يمكن أن تكون نتيجة التكيف الطبيعي مع حياة المرتفعات لا بسبب معتقدات دينية بالضرورة. تغيب بقايا عظام الخنازير أيضاً عن المواقع الآرامية الأخرى المعاصرة، على عكس الحفريات الكنعانية السابقة و الفلستية اللاحقة.
لخص إسرائيل فنكلستاين ونيل سيلبرمان في كتابهما كشف البيبل (2001) مجموعة من الدراسات الحديثة، فقد كانت عمليات التنقيب حتى عام 1967 تظهر أن المعقل الرئيسي للإسرائيليين في مرتفعات غرب فلسطين كان عبارة عن منطقة أثرية شبه مخفية، لكن المسوحات المكثفة للأراضي التقليدية لقبائل يهوذا وبنيامين وإفرايم ومنسى كشفت عن ظهور مفاجئ لآثار جديدة تختلف بشكل جذري عن الآثار الفلستية والكنعانية الموجودة في أرض إسرائيل في وقت سابق خلال العصر الحديدي الأول. تتميز هذه الثقافة الجديدة باختفاء بقايا الخنازير في حين شكل لحم الخنزير 20% على الأقل من النظام الغذائي في هذه المنطقة سابقاً، بالإضافة للتخلي عن التقليد الفلستي الكنعاني بامتلاك فخار مزخرف، والبدء بممارسة الختان. كلُّ ذلك يدفعنا أن نقول إنَّ الهوية العرقية الإسرائيلية نشأت ليس من التيه والغزو لاحقاً، بل من تحول الثقافات الكنعانية والفلستية التي كانت موجودة أصلاً.
أحدثت هذه الكشوف الأثرية ثورة في دراسة تاريخ إسرائيل المبكر. يشير اكتشاف بقايا شبكة كثيفة من القرى في المرتفعات والتي أنشئت على ما يبدو في نطاق عدد قليل من الأجيال إلى حدوث تحول اجتماعي مثير في منطقة المرتفعات وسط كنعان حوالي 1200 ق.م. لم تكن هناك أي علامة على غزو خارجي أو حتى هجرة مجموعة عرقية، وبدلاً من ذلك يبدو أن الذي حدث تحديداً كان عبارة عن ثورة في نمط الحياة. وفي المرتفعات التي كانت ذات كثافة سكانية منخفضة من تلال يهوذا في الجنوب إلى تلال السامرة في الشمال -بعيداً عن المدن الكنعانية التي كانت في طور الانهيار والتفكك- نشأ فجأة حوالي 250 قرية جديدة، وقد كانت هذه بداية الإسرائيليين الأوائل.

## العصر الحديدي الثاني (950 ق.م – 587 ق.م)
أدت الظروف المناخية المواتية في القرنين الأول والثاني من العصر الحديدي الثاني إلى زيادة عدد السكان والمستوطنات وازدهار التجارة في جميع أنحاء المنطقة، وساهم ذلك في توحيد القرى والمستوطنات في تلال كنعان الوسطى في مملكة واحدة وعاصمتها مدينة السامرة. ظهرت مملكة إسرائيل على الساحة الإقليمية بشكلٍ واضح في منتصف القرن التاسع قبل الميلاد، عندما حارب الملك الآشوري شلمنصر الثالث جيشاً مكوناً من 12 جيشاً متحالفاً يقود أحدها ملك إسرائيل أخاب في معركة قرقار (853 ق.م). كانت مملكة إسرائيل في ذلك الوقت منخرطة في منافسة ثلاثية مع مملكتي دمشق وصور للسيطرة على وادي زرعين والجليل في الشمال، ومع ممالك موآب وعمون وآرام دمشق في الشرق للسيطرة على جلعاد. دخلت ممكلة إسرائيل بعد قرن من الزمن في صراع متصاعد مع الإمبراطورية الآشورية الحديثة الآخذة في التوسع، والتي احتلت أراضيها بالتدريج ثم دمرت عاصمتها السامرة في عام 722 ق.م. تذكر كل من المصادر الإسرائيلية والآشورية التهجير الجماعي للناس من إسرائيل واستبدالهم بالمستوطنين من أجزاء أخرى من الإمبراطورية، وكانت مثل هذه الإجراءات جزءاً راسخاً من السياسة الآشورية لتدمير نظام السلطة القديم، ولم تصبح مملكة إسرائيل كياناً سياسياً مستقلاً مرة أخرى.